# Södersvik
Södersvik är en tätort i Norrtälje kommun. Orten ligger vid havet och Infjärden. 

## Befolkningsutveckling
| Befolkningsutvecklingen i Södersvik 1980–2020 | Befolkningsutvecklingen i Södersvik 1980–2020 | Befolkningsutvecklingen i Södersvik 1980–2020 | Befolkningsutvecklingen i Södersvik 1980–2020 | Befolkningsutvecklingen i Södersvik 1980–2020 |
| --------------------------------------------- | --------------------------------------------- | --------------------------------------------- | --------------------------------------------- | --------------------------------------------- |
|                                               |                                               |                                               |                                               |                                               |
| År                                            |                                               |                                               | Folkmängd                                     | Areal (ha)                                    |
| 1980                                          | 1980                                          |                                               | 216                                           |                                               |
| 1990                                          | 1990                                          |                                               | 210                                           | 92                                            |
| 1995                                          | 1995                                          |                                               | 216                                           | 92                                            |
| 2000                                          | 2000                                          |                                               | 210                                           | 92                                            |
| 2005                                          | 2005                                          |                                               | 260                                           | 95                                            |
| 2010                                          | 2010                                          |                                               | 281                                           | 80                                            |
| 2015                                          | 2015                                          |                                               | 352                                           | 242                                           |
| 2020                                          | 2020                                          |                                               | 438                                           | 291                                           |
| Anm.: Ny tätort 1980                          |                                               |                                               |                                               |                                               |